# Tonar

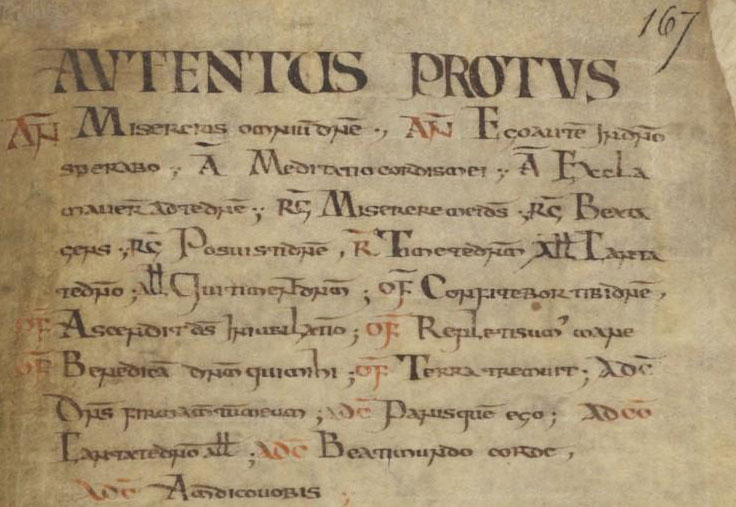
Fragment des ältesten erhaltenen Tonars von Saint-Riquier (F-Pn fonds lat. ms. 13159, f.167)

Ein Tonar, im Deutschen abgeleitet aus dem lateinischen Begriff [Liber] Tonarius, seltener Tonarium oder Tonale, ist die nach Kirchentonarten (vom lateinischen Begriff Tonus) geordnete Zusammenstellung gregorianischer Gesänge, wie sie seit dem späten 8. Jahrhundert im karolingischen Reich üblich wurde. Sie konnte ein Traktat sein, für sich stehen, sogar in voll ausnotierter Form, oder Teil einer größeren liturgischen Handschrift sein, der daher Libellus ("Büchlein") genannt wurde.
Die Geschichte des Tonars als ein Instrument zur Tonartenbestimmung eines Gesanges als Antiphon bei der Psalmodie beginnt im frühen 9. Jahrhundert und endet im Spätmittelalter. Tonare halfen Kantoren zum besseren Verständnis der modalen Kirchentonarten vor allem mündlich überlieferter Gesänge, wie sie aufgefasst und intoniert werden mussten und wie die mit ihnen verbundenen Psalmen rezitiert wurden.
Namentlich bekannte Autoren solcher Tonare waren Regino von Prüm, Hartker von St. Gallen, Odo von Cluny sowie Berno von Reichenau.

## Funktion und Form
Tonare waren besonders wichtig als Teil der schriftlichen Überlieferung von liturgischen Gesängen, wodurch sie die mündliche Überlieferung bei fränkischen Kantoren vollständig umformten, noch bevor sich Neumen in systematisch und vollständig notierten Gesangbüchern entwickelten. Im Kontext der karolingischen Reform unterstützte die im Tonar vorgenommene Neuordnung nach dem System der acht Tonarten (Oktoechos) das Auswendiglernen des Gesanges. Ihre modale Klassifikation bezog sich auf die Elemente im „Tetrachord des Finales“ (in Guidonischen Buchstaben D–E–F–G), die „Protus, Deuterus, Tritus“ und „Tetrardus“ genannt wurden. Jeder der vier Töne diente als Finalis von zwei Kirchentonarten – der „authentischen“ Tonart, die in die höhere Oktave aufsteigt, und der „plagalen“, die in die untere Quarte absteigt. Die acht Kirchentöne waren daher jeweils paarweise angeordnet: „Autentus protus, Plagi Proti, Autentus Deuterus“ usw. Seit Hucbald aus Saint-Amand wurden diese Folge der acht Töne einfach durchnummeriert als Tonus I-VIII. Aquitanische Kantoren verwendeten normalerweise beide Namen für den Abschnitt des jeweiligen Kirchentons.

### Die unterschiedlichen Formen eines Tonars
Tonare können sich in Länge und Form wesentlich unterscheiden:
- Als Musiktraktat gegliedert in die 8 Kirchentöne.
- Es kann sich um eine frühe Kurzform oder ein Brevier handeln, die zu jedem Kirchenton nur die Incipit (Textanfänge) von Messgesängen (vor allem Introitus und Communio) aus dem Sakramentar oder Graduale oder des Antiphonars (für die antiphonalen Gesänge des Stundengebets) kalendarisch geordnet nach dem liturgischen Jahr zeigen. Oder die Kirchentonart der antiphonalen Gesangsgattungen wird in einem Textbuch (unnotiert  oder nur teilweise neumiert) durch spätere Rubriken wie „ATe“ für „Autentus Tetrardus“ ("authentischer Tetrardus" oder "siebter Kirchenton", wie in den Graduale-Sakramentaren von Corbie und Saint-Denis) oder durch römische Ordinalzahlen I-VIII nach Hucbalds System angezeigt, so wie man es in dem frühen Tropar-Sequentiar von St. Géraud in Aurillac (F-Pn lat. 1084) und dem Antiphonarbrevier von St. Martial (F-Pn lat. 1085) finden kann.
- Die häufigste Form war eher kurz, aber vollständiger und viel umfassender als die frühe Kurzform. Auch sie hatte keine theoretische Erklärung. Seit dem späten 9. Jahrhundert begann jeder Abschnitt mit einer Intonationsformel und der Psalmodie des Kirchentons, deren Tonhöhen durch Buchstaben oder später durch diastematische Neumennotation dargestellt sind. Unterabschnitte folgten den verschiedenen Gesangsgenres, die als Beispiele für den dargestellten Ton angeführt wurden. Antiphonale Refrains in der Psalmenrezitation (Antiphonen wie Introitus und Communiones), die gewöhnlich durch ihren Textanfang dargestellt werden, wurden nach verschiedenen in der Psalmodie verwendeten Abschlüssen sortiert, den sogenannten „differentiae“.
- Eine sehr seltene Form ist ein vollständig notiertes Tonar, das jedes Gesangsgenre (nicht nur die antiphonalen mit Psalmodie als Introitus und Communio der Messe, sondern auch ausgearbeitete solistische Gattungen wie Graduale, Alleluiavers und Offertorium) trennt, und in jedem dieser Abschnitte die Gesänge in 8 Sektionen nach seinem Tonus sortiert. Ein berühmtes Beispiel ist das vollständige Tonar für den Messgesang mit einem Antiphonarfragment von Abt Wilhelm von Dijon, geschrieben für seine Abtei[3] St. Benignus von Dijon (F-MOf H.159).

## Forschungsgeschichte
Die erste Beachtung fand das Tonar bei Musikbyzantinisten, besonders bei William Oliver Strunk und Jørgen Råsted, der seine Studien zu den medialen Signaturen und Intonationsformeln (gr. τὰ ἠχήματα transliteriert "echemata") als Doktorarbeit in der Subsidia-Reihe der Monumenta Musicae Byzantinae 1966 veröffentlichte. Es handelte sich um eine sehr spezielle Studie zur Entzifferung griechischer Musikhandschriften, bei der er auch einen Vergleich zum lateinischen Oktoechos machte, wo dieser lateinische Handschriftentypus eine ergiebige Gruppe von Quellen war. 1971 veröffentlichte Michel Huglo eine vergleichende Studie zu den Tonaren als Doktorarbeit, in der er die verschiedenen Formen beschrieb und den gesamten Korpus in Gruppen einteilte, sowohl chronologisch wie regional und ab dem 12. Jahrhundert auch nach bestimmten monastischen Orden, die Tonare als Medium für Gesangsreformen nutzten. Dieser Studie ging ein Essay voraus, in dem er eine Theorie zu einem karolingischen Archetypus entwickelte, den er später unter Heranziehung von Studien von Oliver Strunk und Walter Berschin mit dem Besuch einer byzantinischen Gesandtschaft in der Palastkapelle von Aachen konkretisierte, die ihnen einen Zyklus von Epiphaniegesängen in allen acht Tonarten vorstellte, der heute nur in der lateinischen Fassung bekannt ist. Zu Lebzeiten Oliver Strunks gab es auch eine Korrespondenz mit Michel Huglo. Am Ende war Huglo überzeugt, dass eine solche Gesandtschaft zur Schaffung eines Archetypus angeregt hatte, d. h. ein Wissenstransfer zwischen Byzanz und dem Frankenreich bewirkte, dass Kantoren auf der Grundlage des byzantinischen Oktoechos und seiner Echemata ein eigenes System des Oktoechos entwarfen, bei dem sie die griechischen Ansingformeln abänderten, zum Teil auch weil sie nur einen Tetrachord für die Finales (auf der die endgültigen Kadenzen endeten) zuließen, was im byzantinischen Oktoechos keineswegs so war. Peter Jeffery prägte für den analytischen Charakter der Tonare den Begriff "a posteriori" (im Nachhinein), bei der die mündlich überlieferten Melodien nach den modalen Kriterien des Tonars tonal klassifiziert werden mussten. In den frühen byzantinischen Gesangbüchern dagegen gibt es modale Bezeichnungen der unnotierten Gesänge seit dem 6. Jahrhundert, und sie allein entschieden, welche Melodie auf die Texte gesungen werden. Es unterscheidet sich daher grundsätzlich von karolingischen Tonaren.
Die jüngere Forschung von Anna Maria Busse Berger, die versuchte, Ergebnisse der Erforschung mittelalterlicher Gedächtniskunst bei Francis A. Yates und Mary Carruthers auf musikwissenschaftliche Quellen anzuwenden, entdeckte das Tonar neu als einen wichtigen Grundstein einer musikalischen Gedächtniskunst. In seinem Buch über Musiktheorie begann Charles Atkinson bereits erste Vergleiche zwischen Tonaren und den späteren Einleitungen zu byzantinischen Gesangbüchern, die Papadikai genannt werden (seit dem 13. Jahrhundert). Verwandte Studien aus der Byzantinistik, die sich vor allem mit Parallagi-Diagrammen beschäftigten (bei Ioannis Koukouzelis, Ioannis Plousiadinos und Ioannis Laskaris), wurden von Klara Mečkova in Bulgarien, Oliver Gerlach in Deutschland und Achilleas Chaldaeakes in Griechenland veröffentlicht.

## Editionen
- Michel Huglo: Un tonaire du graduel de la fin du VIIIe siècle. (deutsch: Ein Tonar in einem Graduale am Ende des 8. Jahrhunderts). In: Revue Grégorienne. 31. Jahrgang, 1952, S. 176–186, 224–233 (französisch).
- Walter Lipphardt: Der Karolingische Tonar von Metz (= Liturgiewissenschaftliche Quellen und Forschungen. Band 43). Münster 1965.
- Codex H. 159 de la Bibliothèque de l'École de médecine de Montpellier: Antiphonarium tonale missarum, XIe siècle (= Paléographie musicale. Band 7-8). Abbaye Saint-Pierre de Solesmes, Solesmes 1905 (französisch, archive.org).